# Dowon-dong
Dowon-dong là một dong, phường của Yongsan-gu ở Seoul, Hàn Quốc. Nó là một dong pháp lý (법정동 法定洞) quản lý bởi dong hành chính (행정동 行政洞), Yongmun-dong

## Liên kết
- (tiếng Anh) Trang chính thức Yongsan-gu
- (tiếng Hàn) Trang chính thức Yongsan-gu